# Abborrvattnet (Skorpeds socken, Ångermanland)
Abborrvattnet är en sjö i Örnsköldsviks kommun i Ångermanland och ingår i Nätraåns huvudavrinningsområde. Sjöns area är 0,038 kvadratkilometer och den är belägen 324,5 meter över havet.